# Varosia
Varosia (Grieks: Βαρώσια; Turks: Maraş) is een verlaten wijk in de stad Famagusta op het noordelijk deel van Cyprus. Sinds de Turkse operatie in Cyprus gold de wijk als verboden gebied en was het afgesloten door hekken.

## Geschiedenis
Vóór de Turkse militaire operatie in 1974 was Famagusta en vooral de wijk Varosia de meest toeristische plaats van Cyprus. De wijk ligt voor een deel aan een zandstrand langs de kust. Het zou de Las Vegas in de regio worden. Behalve de bijna 40.000 inwoners kwamen er vooral veel toeristen. De wijk was zelfs uitgegroeid tot de voornaamste toeristische bestemming op Cyprus, met veel hoogbouw en verschillende hotels in aanbouw. Kort na de operatie zetten Turkse soldaten Varosha volledig af, in de hoop erkenning van de Turkse Republiek Noord-Cyprus af te dwingen door financieel druk te zetten op de Grieks-Cypriotische hoteleigenaars. Dit plan lukte niet en Varosia bleef een "spookwijk".

## Kenmerken van Varosia
De belangrijkste kenmerken van Varosia waren de John F Kennedy Avenue, die ontstond nabij de haven van Famagusta en door het district liep parallel aan Glossa Beach. Langs de JFK Avenue waren er tal van bekende luxe hotels, waaronder het King George Hotel, The Asterias Hotel The Grecian Hotel, The Florida Hotel en het Argo Hotel dat Elizabeth Taylors favoriet was. Het Argo Hotel ligt aan het einde van JFK Avenue met uitzicht op Protaras en Fig Tree Bay. Een andere hoofdstraat in Varosia was Leonidas (Λεωνίδας), een grote verkeersader die westwaarts liep van JFK Avenue naar Vienna Corner. Leonidas was de belangrijkste winkelstraat van Varosia en uitgaansstraat, met verschillende bars, restaurants en nachtclubs.

## Rechtszaken
Na de Turkse invasie van Cyprus, op 20 juli 1974 als reactie op de pro-Griekse staatsgreep, trok het Grieks-Cypriotische leger zijn troepen terug naar Larnaca. Het Turkse leger rukte op naar de Groene Lijn, de huidige grens tussen de twee gemeenschappen. Uren voordat het Turks- en Grieks-Cypriotische leger vuur uitwisselden in de straten van Famagusta, vluchtte de hele bevolking uit angst voor een bloedbad. Veel van de inwoners zochten hun toevlucht in het zuiden, in de steden Paralimni, Deryneia en Larnaca. Paralimni is sindsdien de nieuwe hoofdstad geworden van het district Cypriot van Famagusta.
Toen het Turkse leger tijdens de invasie de controle over het gebied overnam, werd het afgezet. Sindsdien is de toegang verboden, behalve voor het Turkse leger. Het Plan-Annan zou Varosia weer onder Grieks-Cypriotische controle hebben gebracht, maar dit is nooit gebeurd omdat het in het referendum van 2004 door de Grieks-Cypriotische kiezers werd verworpen.
Volgens de Grieks-Cyprioten zijn er 425 percelen op het strand van Varosia, dat zich uitstrekt van het Contandia hotel tot het Golden Sands hotel. Het volledige aantal percelen in Varosia is 6082.
Er zijn 281 gevallen van Grieks-Cyprioten die een aanvraag hebben ingediend bij de Immovable Property Commission (IPC) van Noord-Cyprus voor compensatie.
Tijdens de rakettencrisis op Cyprus (1997-1998) dreigde de Turks-Cypriotische leider, Rauf Denktash Varosia over te nemen als de Cypriotische regering zich niet terugtrok.
Bij gebrek aan menselijke bewoning en onderhoud blijven gebouwen achteruitgaan. In de loop van de tijd zijn delen van de stad door de natuur teruggewonnen, omdat metaal corrodeert, ramen breken en planten wortel schieten op de muren en bestrating en wild groeien in oude bloembakken. In 2014 meldde de BBC dat er zeeschildpadden werden waargenomen die nestelden op de stranden van de stad.
In 2020 heeft Grieks-Cypriotische Demetrios Hadjihambis een rechtszaak aangespannen om compensatie van de staat voor financiële verliezen te eisen.

### Opening
De reden dat Varosia werd verlaten, was te wijten aan resolutie 550 van de VN-Veiligheidsraad van 11 mei 1984, waarin staat dat "pogingen tot vestiging in enig deel van Varosia door iemand anders dan de inwoners ontoelaatbaar zijn." Daarom kunnen de Turkse strijdkrachten (TSK) het gebied onder hun controle niet opnieuw bevolken, wat heeft geleid tot het verlaten van het district Varosia.
Door de afwezigheid van bevolking en dus van reparaties, brokkelen de gebouwen beetje bij beetje af. De natuur wint terrein, metaal roest, ruiten breken en planten verspreiden hun wortels op muren en bestrating. Er zijn ook zeeschildpadden gezien die hun eieren leggen op de verlaten stranden. Dealers zijn bevroren met vintage voertuigen uit 1974, en jaren nadat ze werden achtergelaten, zeggen mensen dat ze nog steeds gloeilampen door de ramen van leegstaande gebouwen hebben zien schijnen.
Het Turkse leger heeft sinds 2017 alleen toegang verleend aan Turkse militairen en VN-personeel.
Een van die nederzettingen was het Plan-Annan om het eiland te herenigen, wat voorzag in de terugkeer van de oorspronkelijke bewoners. Maar dit werd verworpen door de Grieks-Cyprioten in een referendum in 2004. Resolutie 550 stelt dat het "ontoelaatbare pogingen beschouwt om enig deel van Varosia te koloniseren door personen die niet de inwoners zijn en roept op tot de overdracht van dit gebied aan het bestuur van de Verenigde Naties".
Het Europese Hof voor de Rechten van de Mens kende tussen de €100.000 en €8.000.000 toe aan acht Grieks-Cyprioten voor het beroven van hun huizen en eigendommen als gevolg van de invasie van 1974. De zaak werd gezamenlijk ingediend door zakenman Constantinos Lordos en anderen, en de belangrijkste uitspraak in de Lordos-zaak dateert van november 2010. De rechtbank oordeelde dat Turkije in de zaak van acht van de verzoekers artikel 1 van Protocol 1 van het Europees Verdrag voor de Rechten van de Mens had geschonden op het recht op ongestoord genot van iemands eigendom en, in het geval van zeven van de verzoekers, had Turkije artikel 8 over het recht op eerbiediging van het privé- en gezinsleven geschonden.
De bevolking van Varosia was 226 bij de Noord-Cyprus-telling van 2011.
In 2017 werd het strand van Varosia geopend voor exclusief gebruik door Turken (zowel Turks-Cyprioten als Turkse staatsburgers).
In 2019 kondigde de regering van Noord-Cyprus aan Varosia open te stellen voor kolonisatie. Op 14 november 2019 kondigde Ersin Tatar, de premier van Noord-Cyprus, aan dat Noord-Cyprus Varosha tegen eind 2020 wil openen.
Op 9 december 2019 verklaarde Ibrahim Benter, directeur-generaal van de administratie van de Turks-Cypriotische religieuze stichting EVKAF, dat heel Maraş/Varosia eigendom was van EVKAF. Benter zei dat "EVKAF huurcontracten kan sluiten met Grieks-Cyprioten als ze accepteren dat de omheinde stad van Evkaf is."
Op 22 februari 2020 verklaarde Cyprus dat het een veto zou uitspreken over fondsen van Europese Unie voor Turks-Cyprioten als Varosia open zou staan voor deals.
Op 6 oktober 2020 kondigde Ersin Tatar, premier van Noord-Cyprus, aan dat het strand van Varosia op 8 oktober 2020 weer open zou gaan voor het publiek. De president van Turkije, Recep Tayyip Erdoğan, zei dat Turkije de beslissing volledig steunde. De verhuizing kwam voorafgaand aan de presidentsverkiezingen van 2020 in Noord-Cyprus, waarin Tatar kandidaat was. Vicepremier Kudret Özersay, die eerder aan de heropening had gewerkt, zei dat dit geen volledige heropening van het gebied was, maar gewoon een eenzijdige verkiezingsstunt van Tatar. Zijn Volkspartij trok zich terug uit het kabinet Tatar, wat leidde tot de ineenstorting van de Turks-Cypriotische regering. De hoofddiplomaat van de EU veroordeelde het plan en beschreef het als een "ernstige schending" van het VN-staakt-het-vuren. Bovendien vroeg hij Turkije om met deze activiteit te stoppen. De secretaris-generaal van de VN sprak zijn bezorgdheid uit over het besluit van Turkije.
In oktober 2020 beval de president van Turkije, Recep Tayyip Erdoğan, samen met de premier van de zelfverklaarde Turkse Republiek Noord-Cyprus (KKTC), Ersin Tatar, de heropening van Varosia.
Vrijwel onmiddellijk, op de 9e van die maand, bevestigde de Veiligheidsraad van de Verenigde Naties de status van Varosia zoals vastgelegd in eerdere resoluties van de Veiligheidsraad van de Verenigde Naties, waaronder resolutie 550 (1984) en resolutie 789 (1992). Evenzo herhaalde het dat er geen acties mogen worden ondernomen met betrekking tot die plaats die niet voldoen aan die resoluties.
Op 8 oktober 2020 werden sommige delen van Varosia geopend, van de Turks- en Turks-Cypriotische legerofficierenclub tot het Golden Sands Hotel.
Op 27 november riep het Europees Parlement Turkije op terug te komen op zijn besluit om een deel van Varosia te heropenen en de onderhandelingen te hervatten om de kwestie-Cyprus op te lossen op basis van een bicommunale en bizonale federatie en riep het de Europese Unie om sancties op te leggen aan Turkije, als de zaken niet veranderen. Turkije verwierp de resolutie en voegde eraan toe dat het zowel zijn eigen rechten als die van Turks-Cyprioten zal blijven beschermen. Ook het presidentschap van de Turkse Republiek Noord-Cyprus veroordeelde de resolutie.
Op 20 juli 2021 kondigde Tatar, de president van Noord-Cyprus, de start aan van de tweede fase van de opening van Varosia. Hij moedigde Grieks-Cyprioten aan om bij de Vastgoedcommissie van de Turkse Republiek Noord-Cyprus een aanvraag in te dienen om hun eigendommen terug te vorderen als ze dergelijke rechten hebben.
De Bilal Aga-moskee, gebouwd in 1821 en buiten gebruik gesteld in 1974, werd op 23 juli 2021 heropend.
In reactie op een besluit van de regering van Noord-Cyprus zei de presidentiële verklaring van de Veiligheidsraad van de Verenigde Naties van 23 juli dat de nederzetting in enig deel van de verlaten Cypriotische voorstad Varosia, "door andere personen dan zijn inwoners, het is 'onaanvaardbaar'". Op dezelfde dag verwierp Turkije de presidentiële verklaring van de Veiligheidsraad van de Verenigde Naties over Maras (Varosia) en zei dat deze verklaringen gebaseerd waren op Grieks-Grieks-Cypriotische propaganda, ongegronde en ongefundeerde beweringen waren en niet in overeenstemming waren met de realiteit van het eiland. Op 24 juli 2021 veroordeelde het Noord-Cyprus-voorzitterschap de presidentiële verklaring van de VN-Veiligheidsraad van 23 juli, waarin stond dat "we het zien en veroordelen als een poging om een obstakel te creëren voor houders van eigendomsrechten in Varosia om Uw rechten te verwezenlijken".
Op 1 januari 2022 hadden bijna 400.000 mensen Varosha bezocht sinds de opening op 6 oktober 2020 voor burgers.
Op 19 mei 2022 opende de Noord-Cyprus een 600 meter lang en 400 meter breed stuk strand aan het Golden Sands-strand (van het King George-hotel tot het Oceania-gebouw) in Varosia voor commercieel gebruik. Ligstoelen en parasols waren opgesteld.
UNFICYP zei dat het de beslissing van de Turks-Cypriotische autoriteiten om dat stuk strand in Varosia te openen, zou bespreken met de Veiligheidsraad, zei vredesmacht-woordvoerder Aleem Siddique vrijdag. De VN kondigde aan dat hun "standpunt over Varosia niet is veranderd en dat we de situatie nauwlettend volgen".
In oktober 2022 kondigden de Turks-Cyprioten aan dat er openbare instellingen in de stad zouden worden geopend.

## Culturele referenties
Varosia werd geanalyseerd door Alan Weisman in zijn boek De wereld zonder ons als voorbeeld van de onstuitbare kracht van de natuur.
Filmmaker Grieks-Cypriot Michael Cacoyannis beschreef de stad en interviewde haar verbannen burgers in de film Attilas '74, geproduceerd in 1975.
In 2021 wijdt de Wit-Russische groep Main-De-Gloire een lied aan deze stad die een spookachtige plek is geworden.
Nadat Griekenland en Grieks-Cypriotische deel afspraken maakte met diverse landen over gasboringen de Middellandse Zee zonder Turkije en het Turks-Cypriotische deel erbij te betrekken, zegden Turkije en Noord-Cyprus in 2020 de afspraken over het afsluiten van Varosia eenzijdig op. In oktober werd de stad voor bezoekers opengesteld.

### Regeringscrisis in Noord-Cyprus
De coalitie in Noord-Cyprus tussen de Partij van Nationale Eenheid van premier Ersin Tatar en de Partij van het Volk van vicepremier en minister van Buitenlandse Zaken Kudret Özersay, viel uiteen vanwege de opening van Varosia. Het partijcongres van de Partij van het Volk nam het besluit, omdat Özersay niet werd betrokken bij de opening en omdat de opening misbruikt zou worden voor de aankomende presidentsverkiezingen.

## Afbeeldingen van Varosia

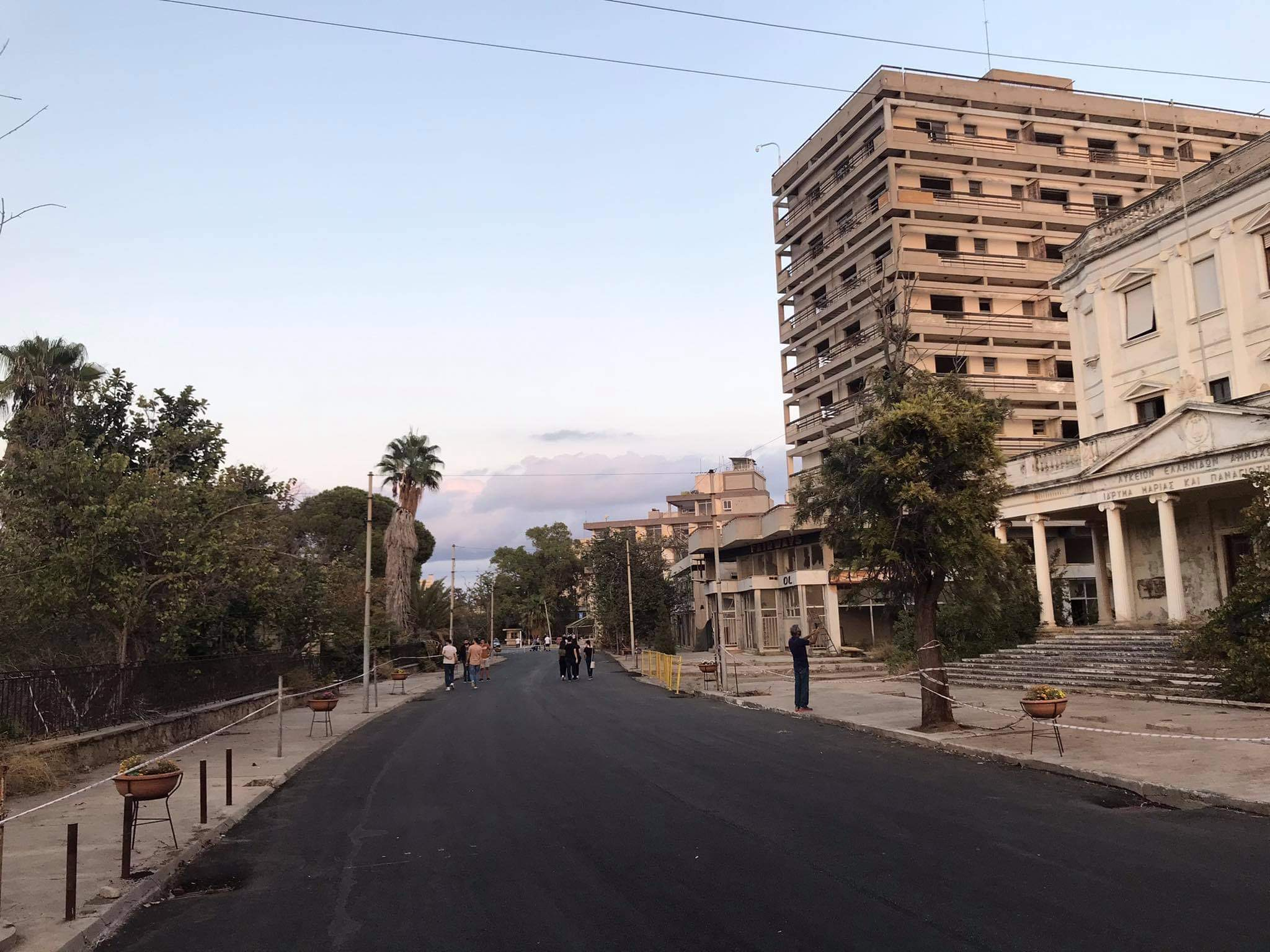
Een nieuw geasfalteerde weg, Democracy Street, en verlaten gebouwen na heropening in 2020 (het witte gebouw aan de rechterkant is de oude kunstacademie).
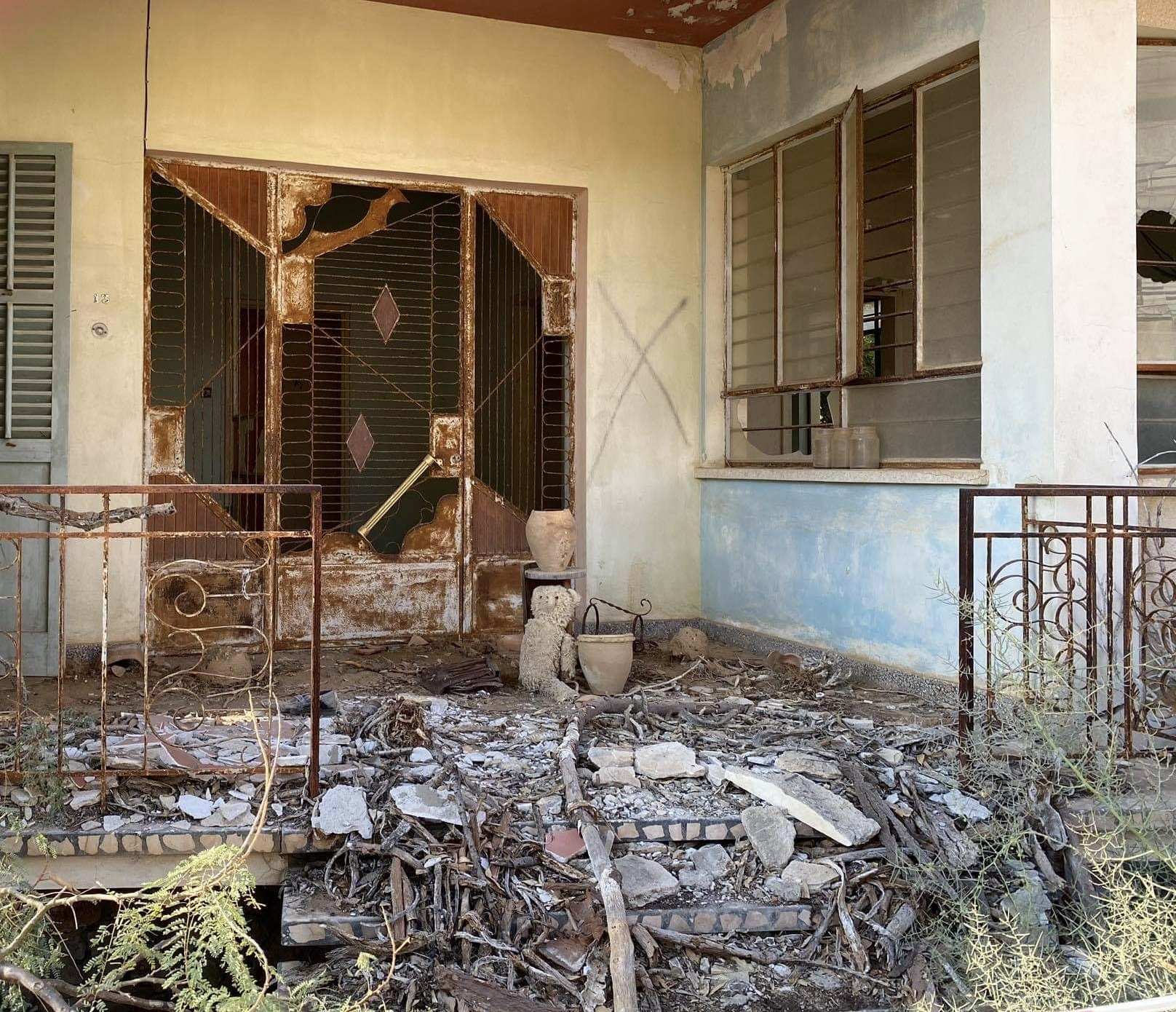
Een verlaten huis in Varosia; voor het huis staat een gerafelde teddybeer.
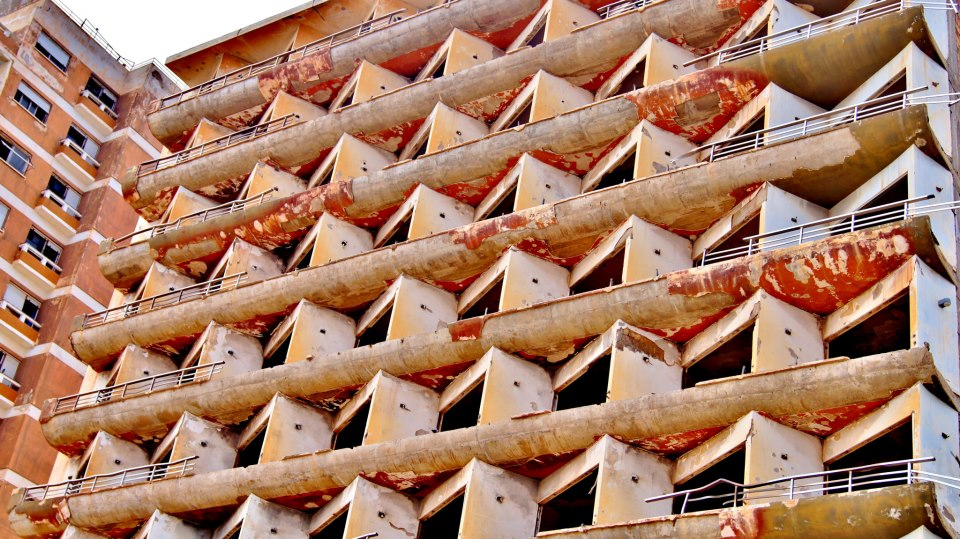
Een van de vele vervallen hotels die in 1974 werden verlaten.
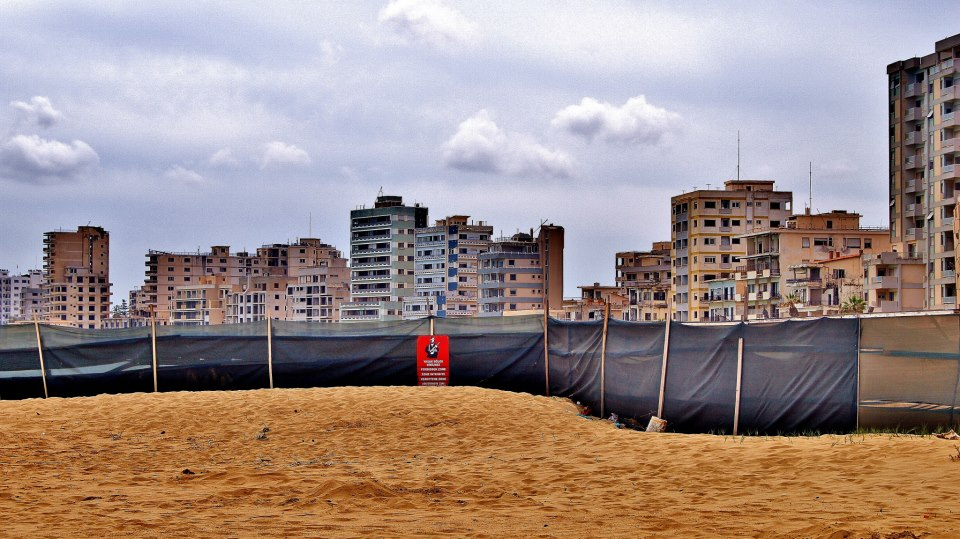
Op de voorgrond het hek dat Varosia scheidt van het toegankelijke gedeelte van Famagusta Bay.
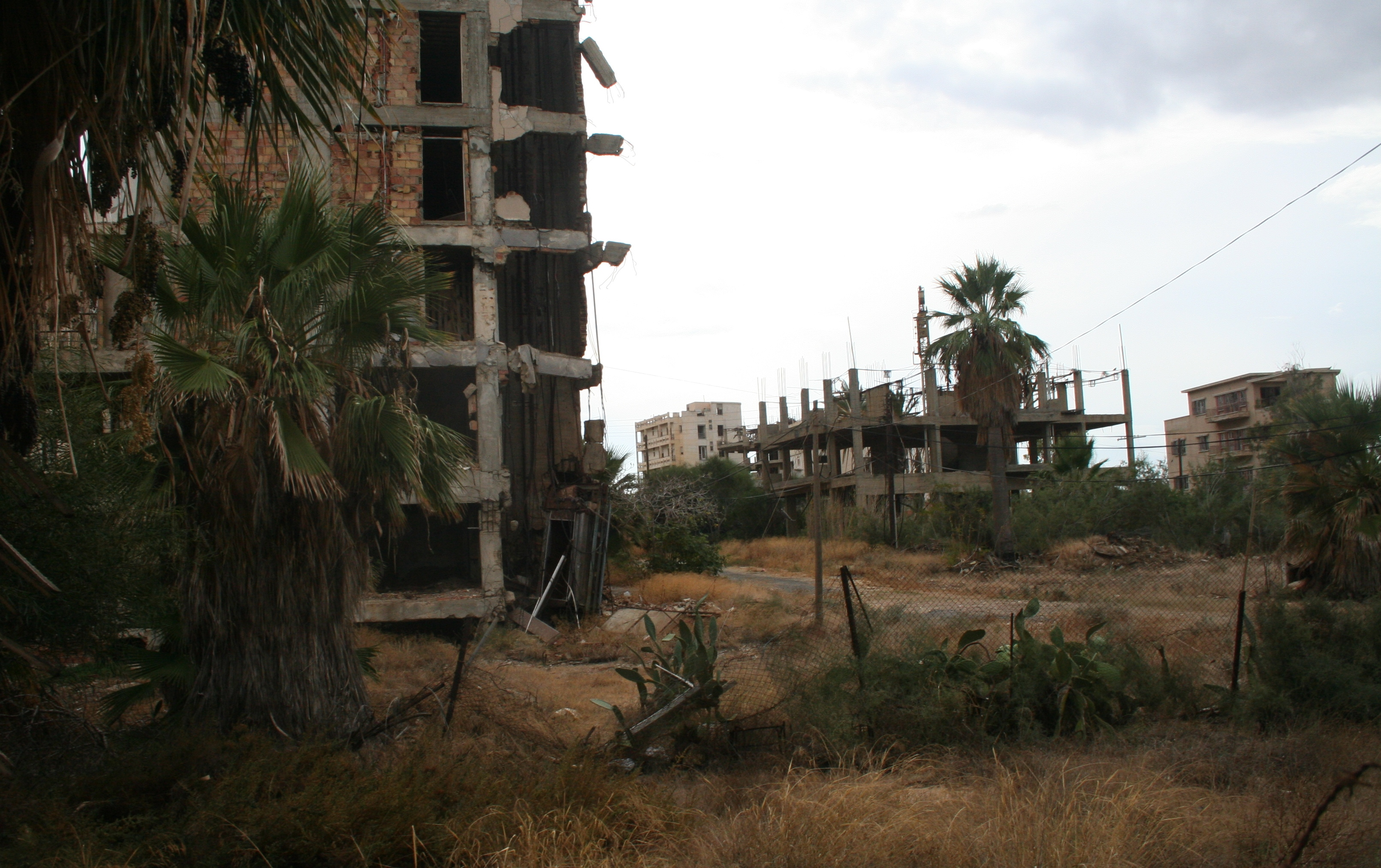
2009
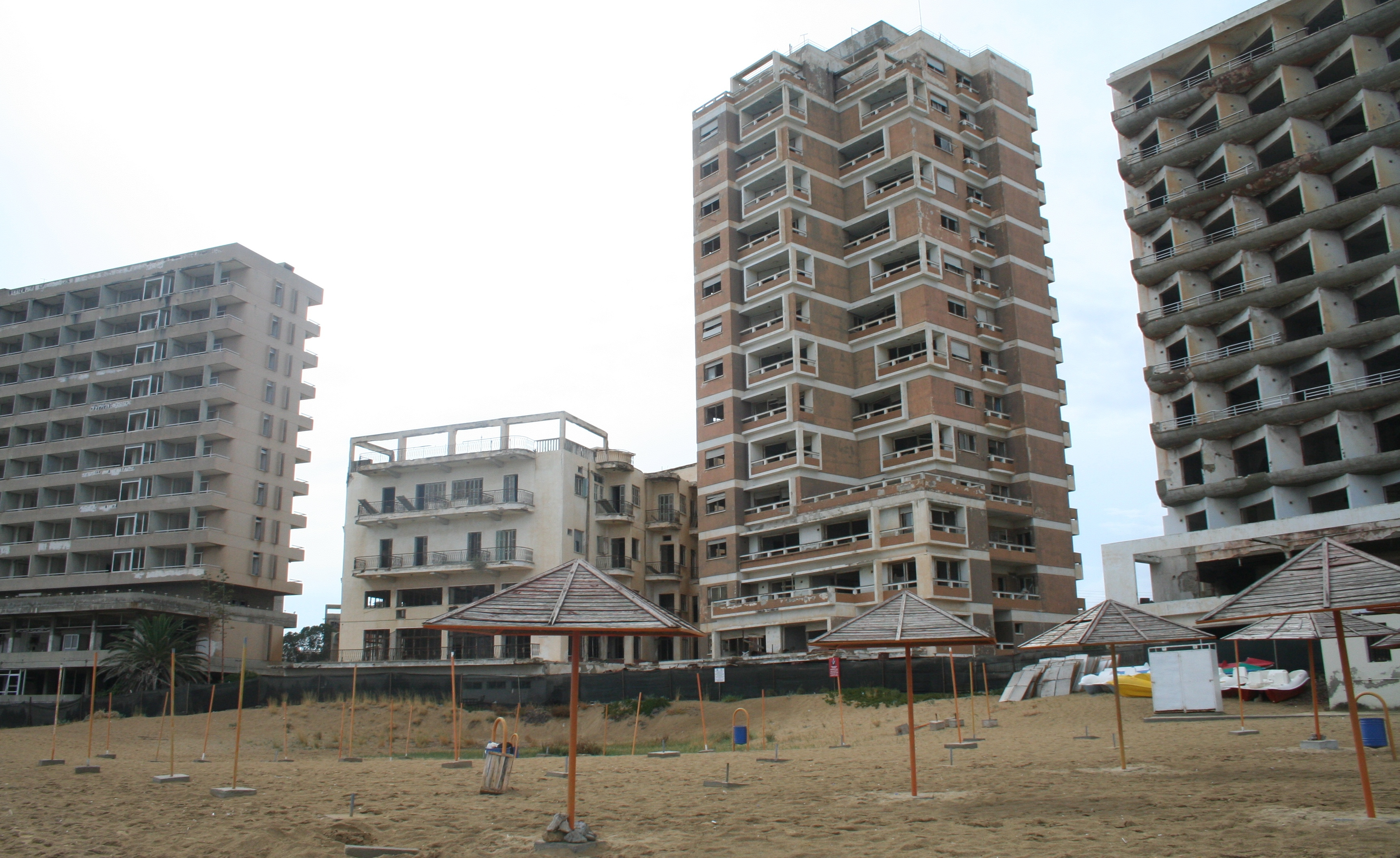
Verlaten hotels
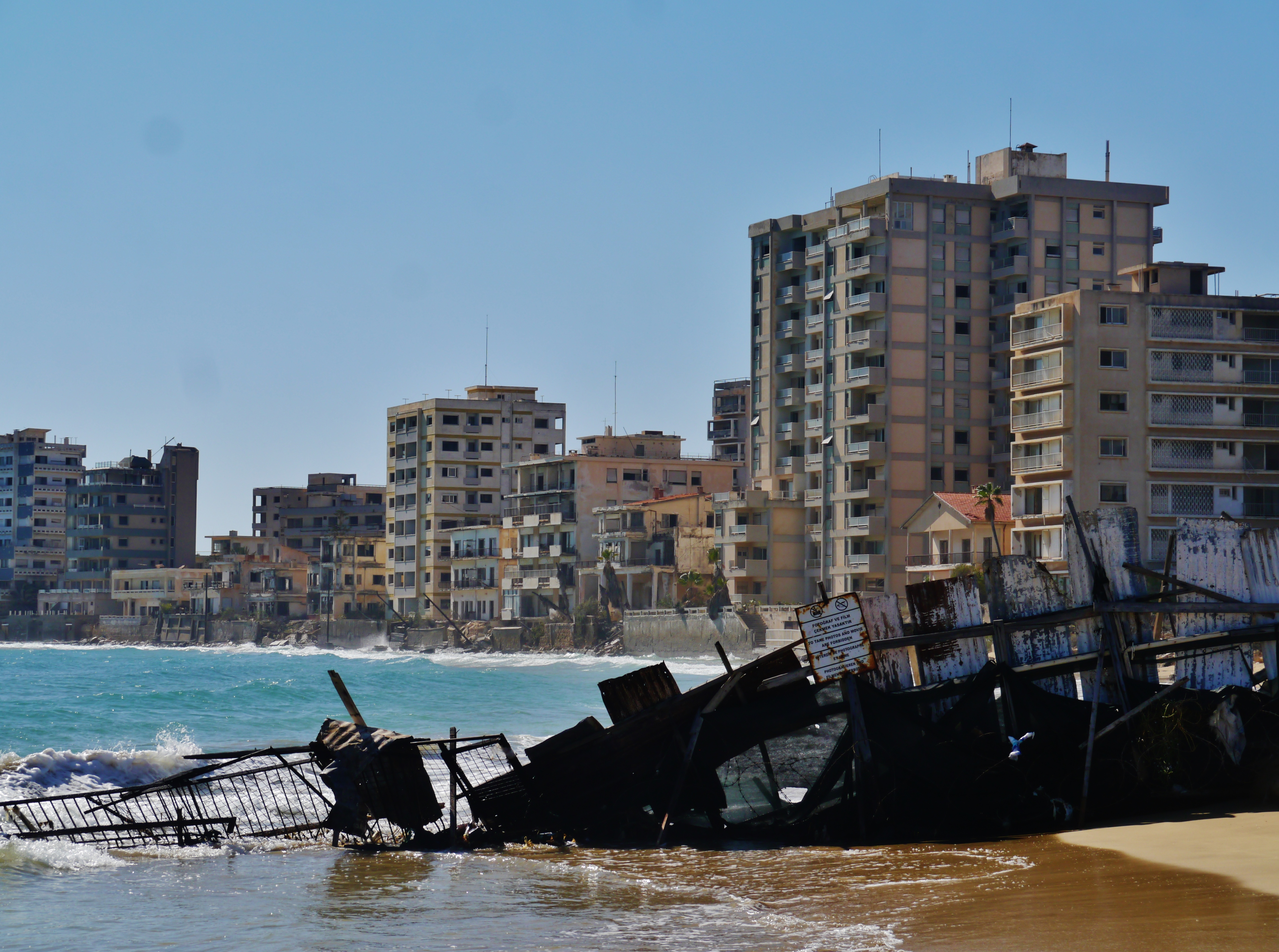
Spookstad
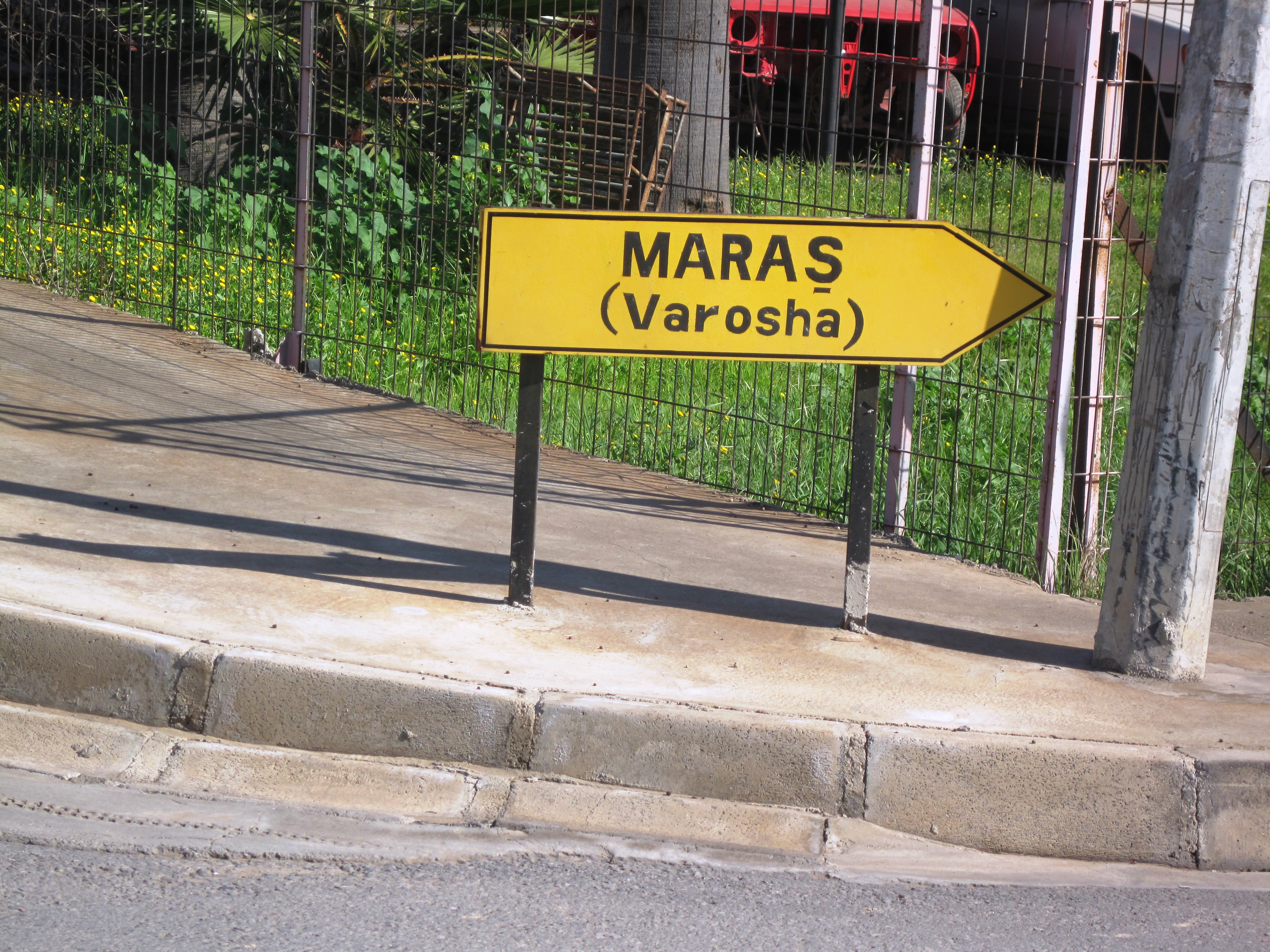
Bord naar Varosia
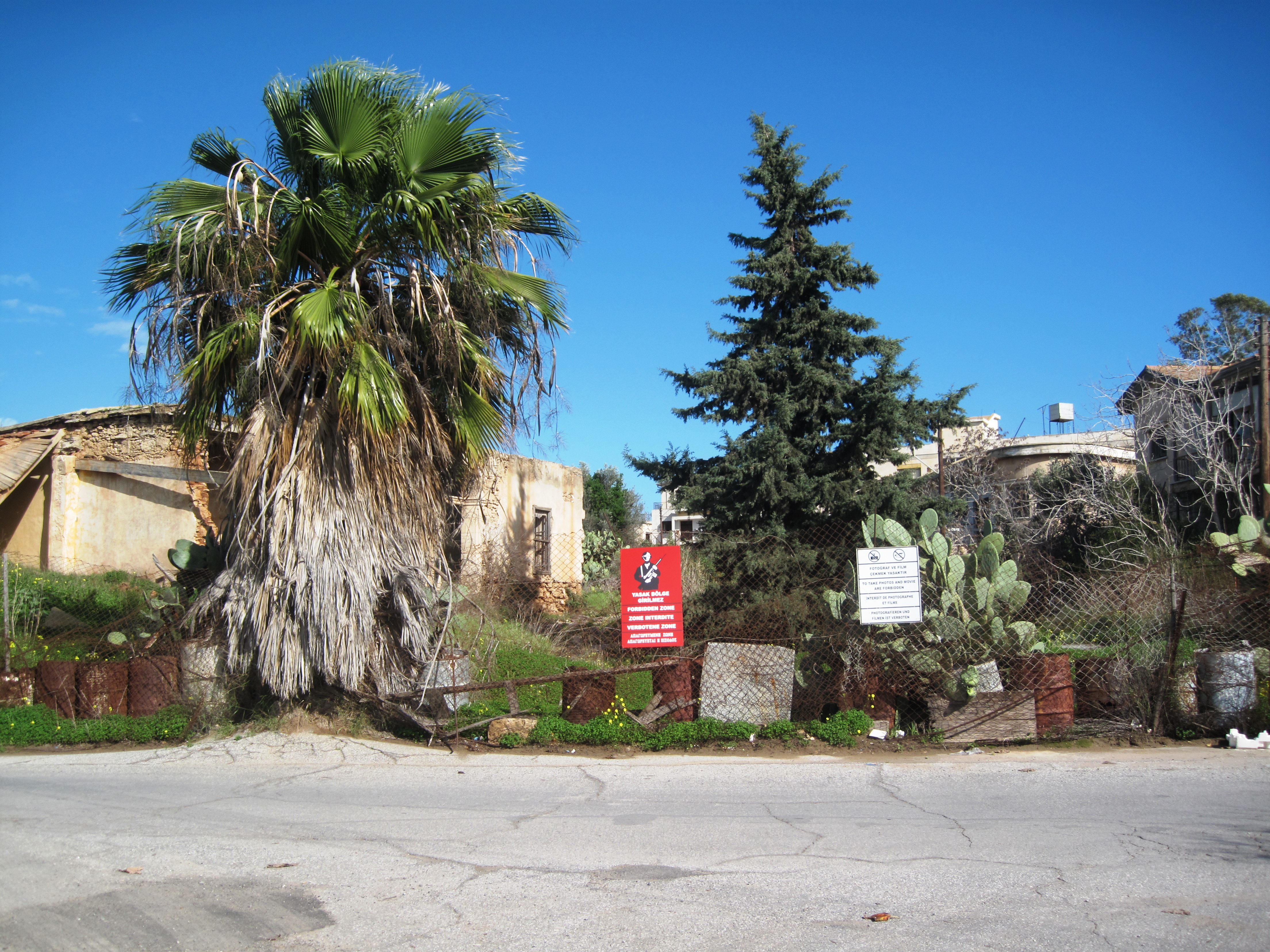
Verboden militair gebied
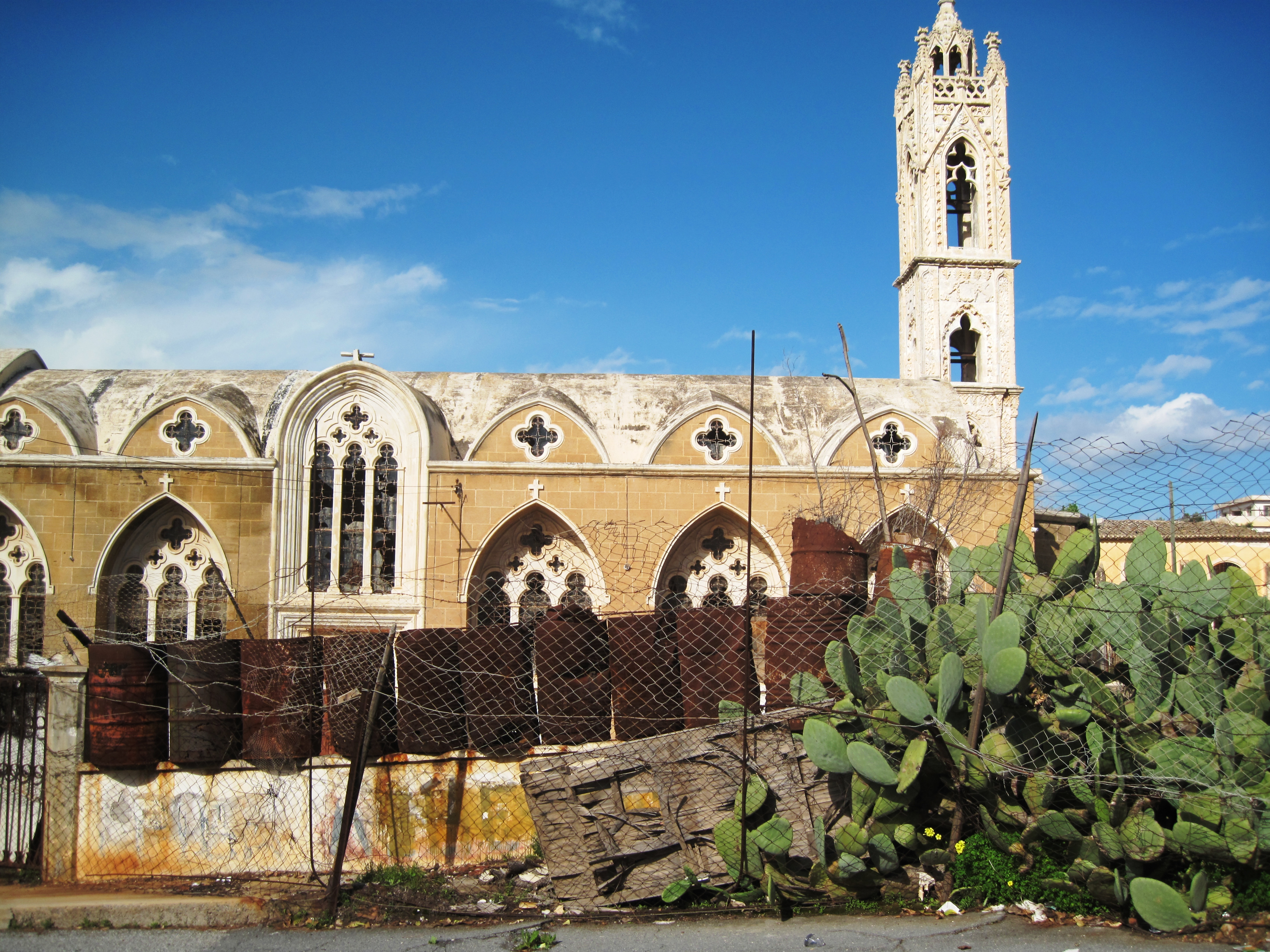
Oude kerk
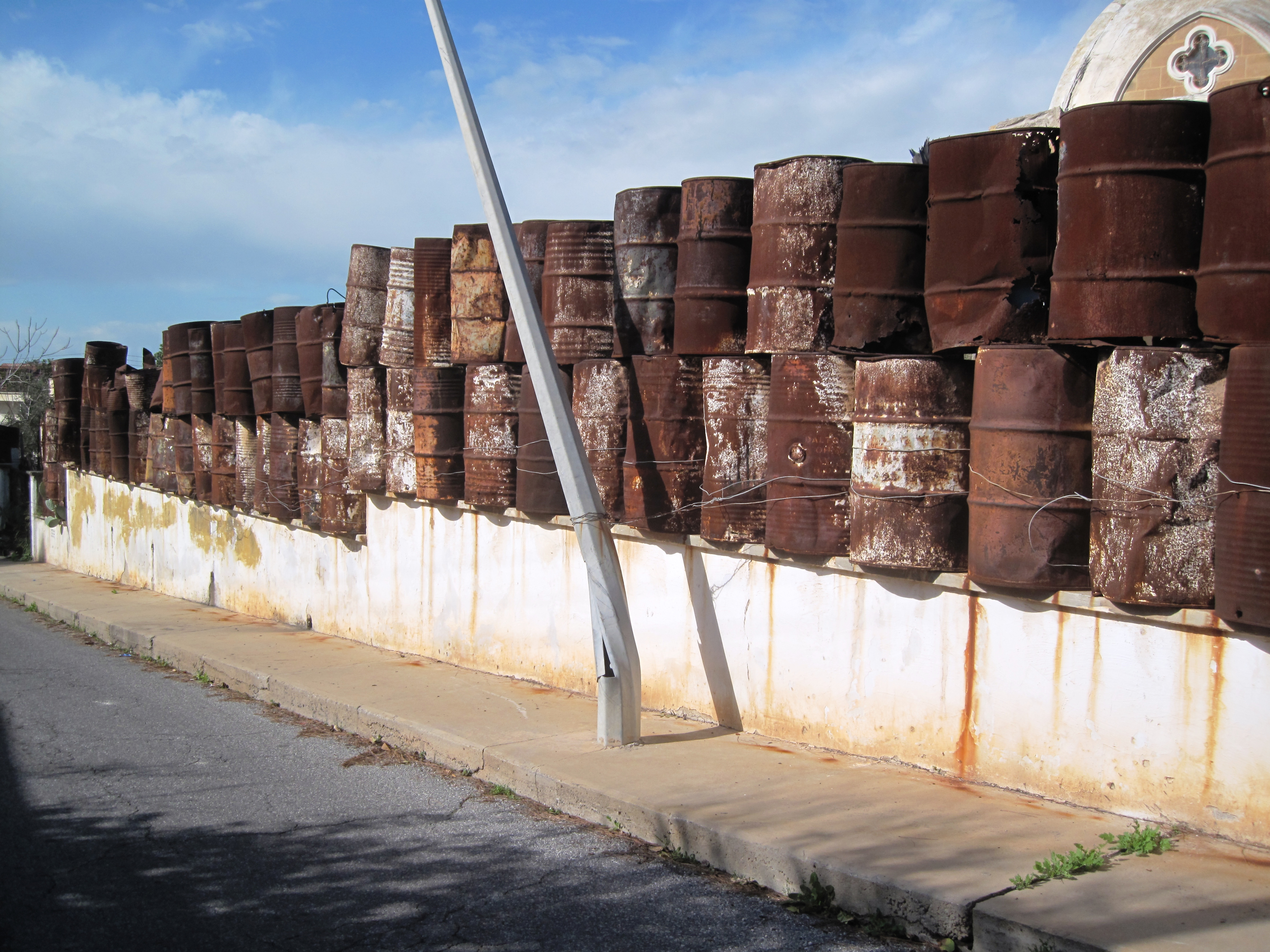
Afscheiding van de wijk
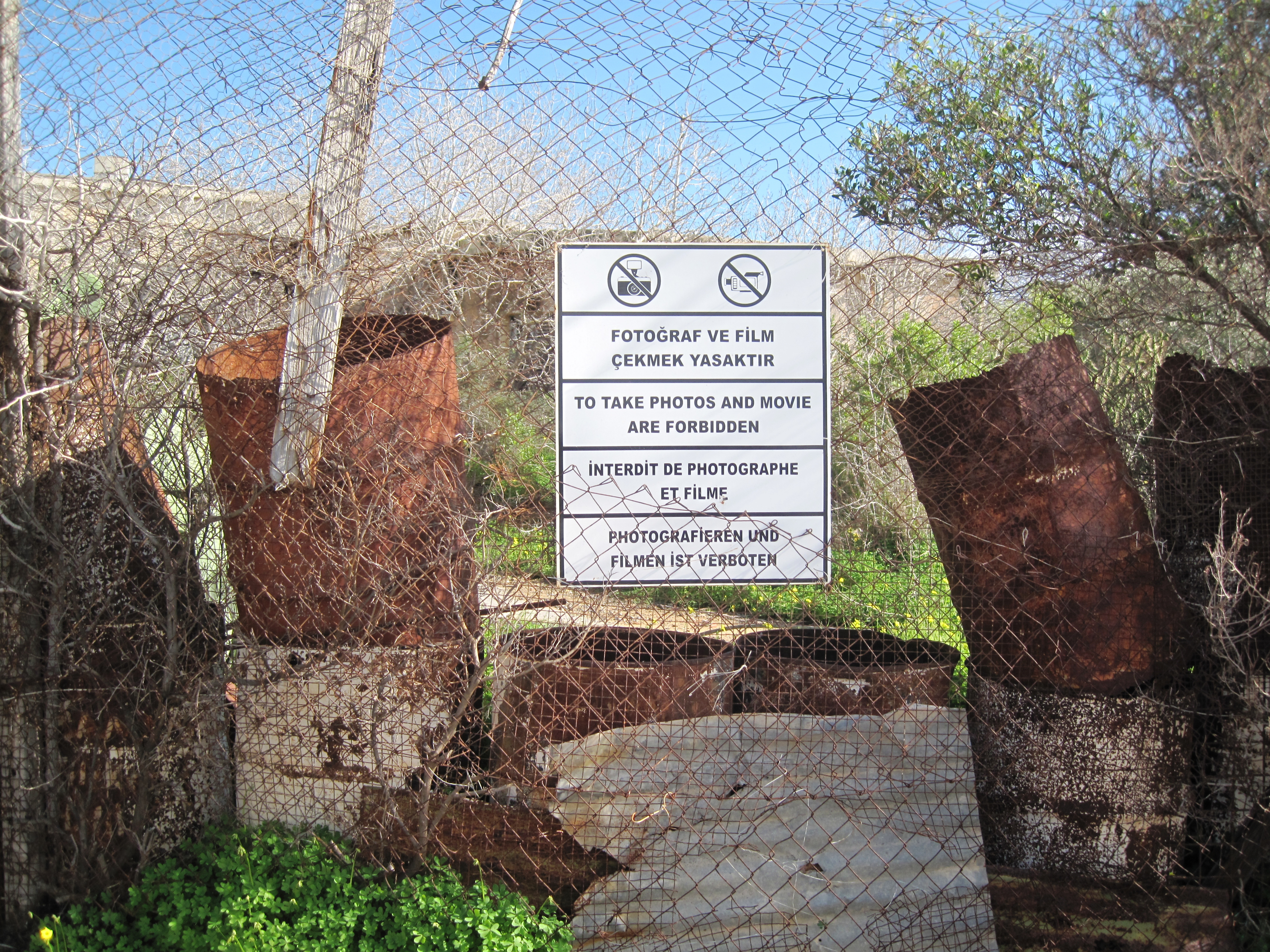
Verboden te fotograferen
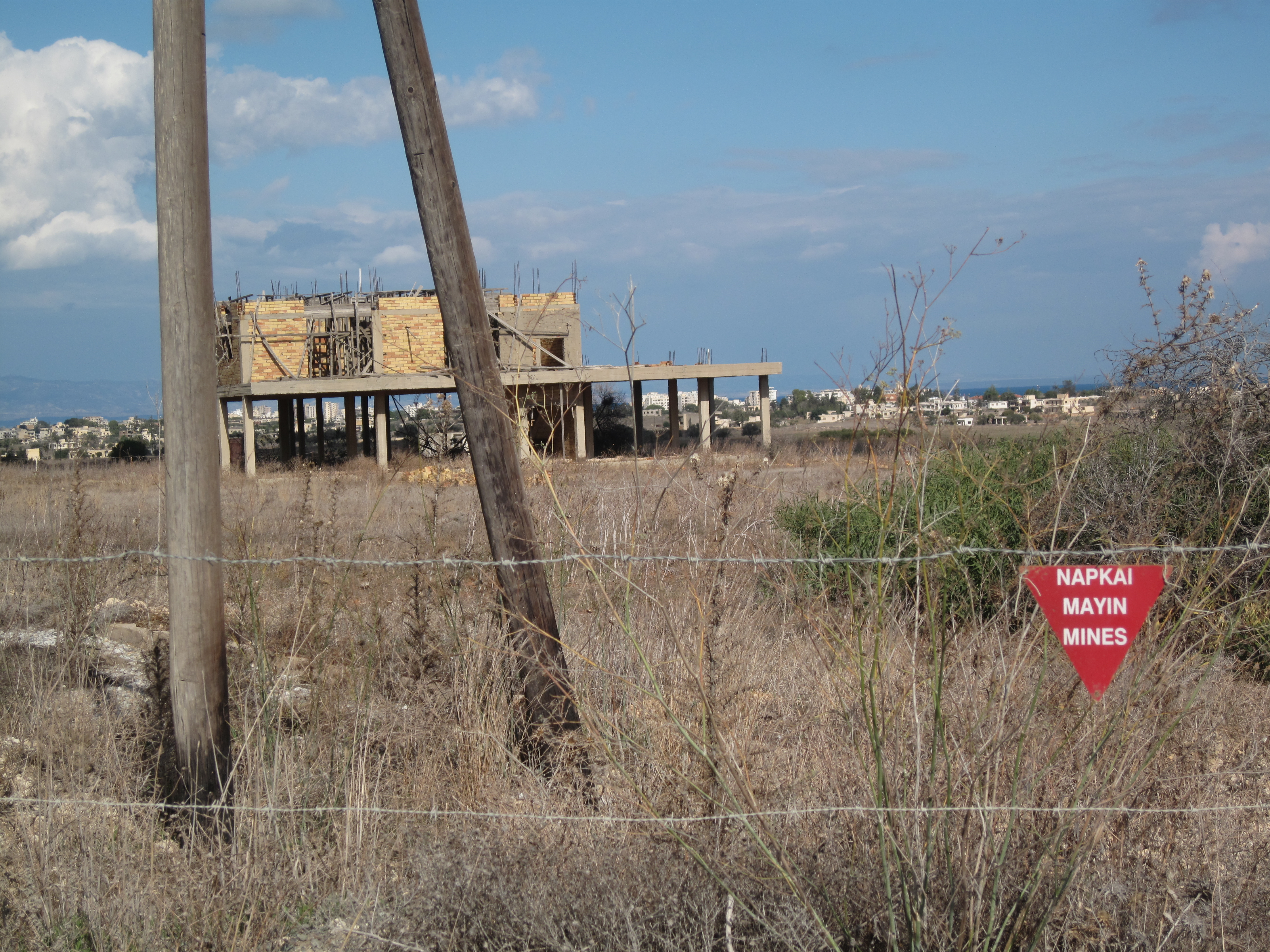
Varosha niet betreden vanwege landmijnen
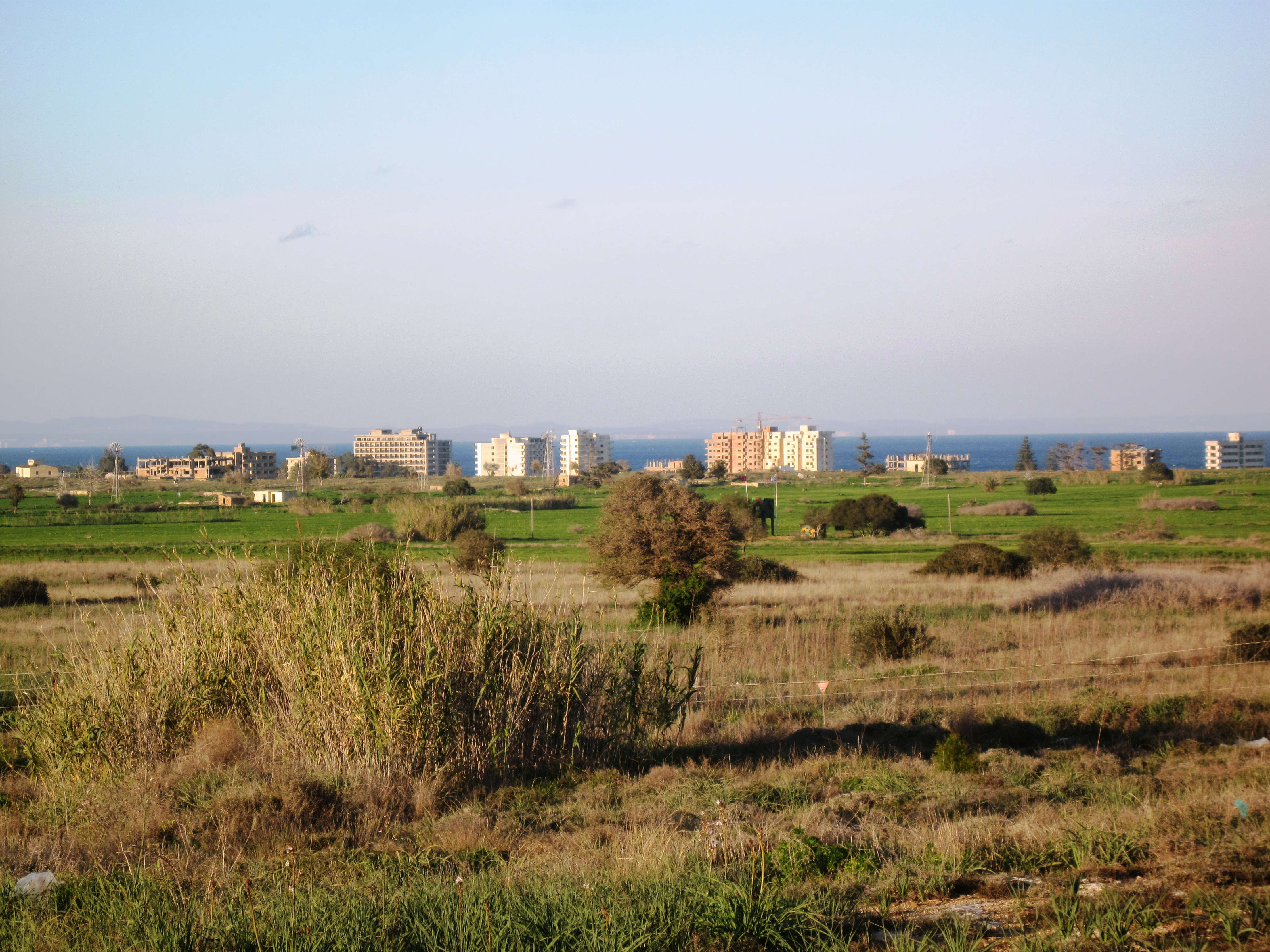
De lege hotels
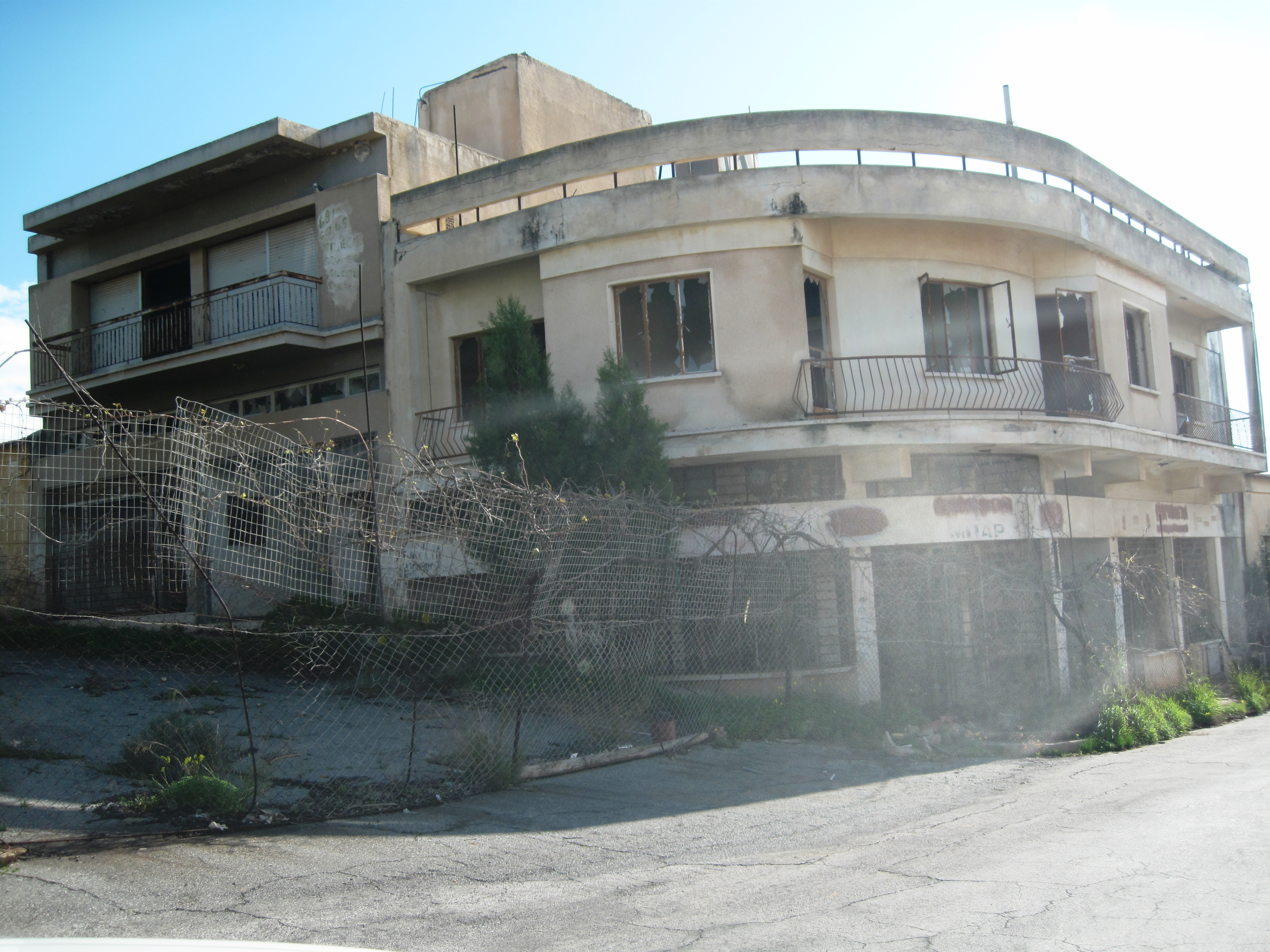
Lege winkels
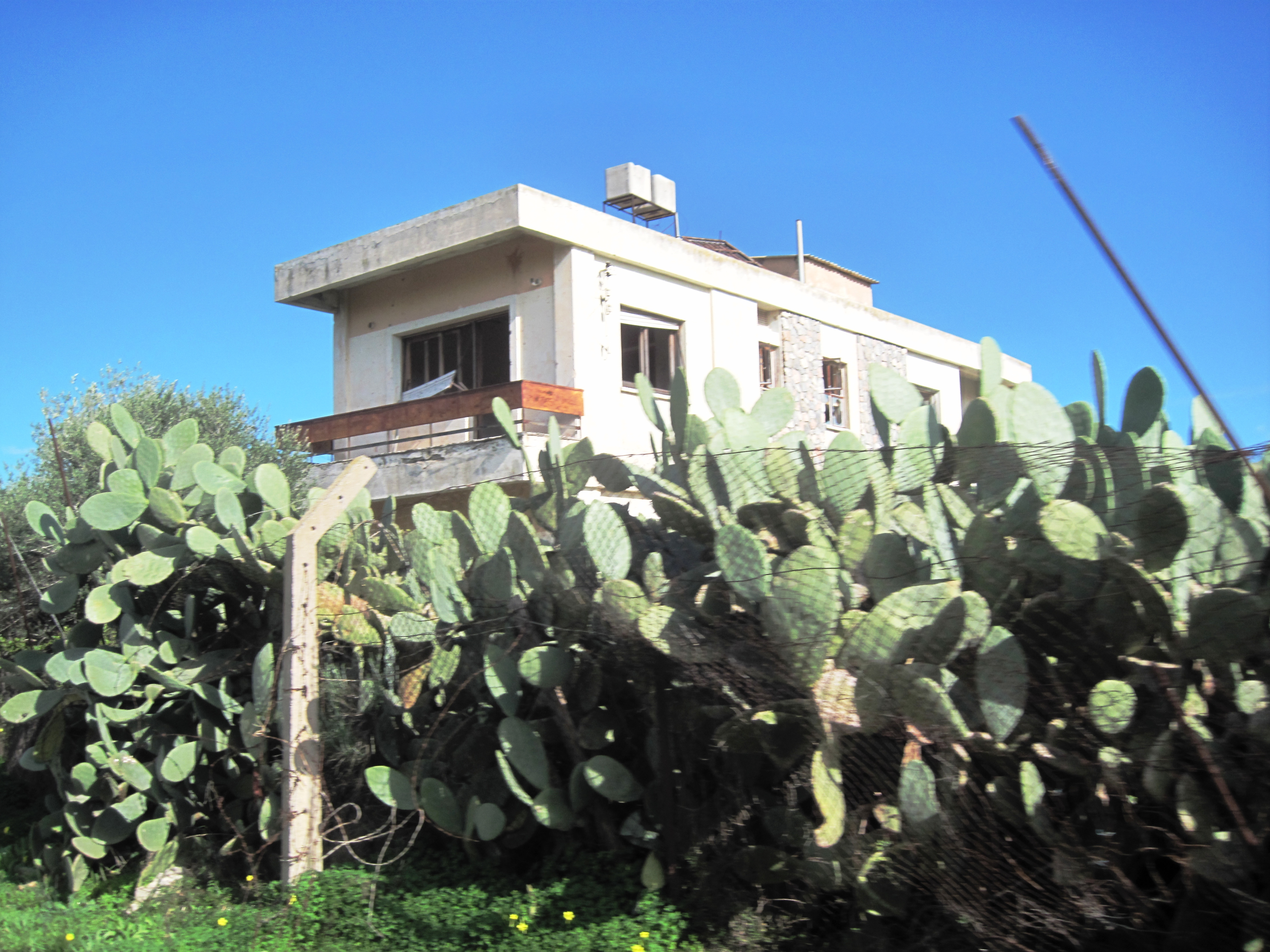
Lege woningen
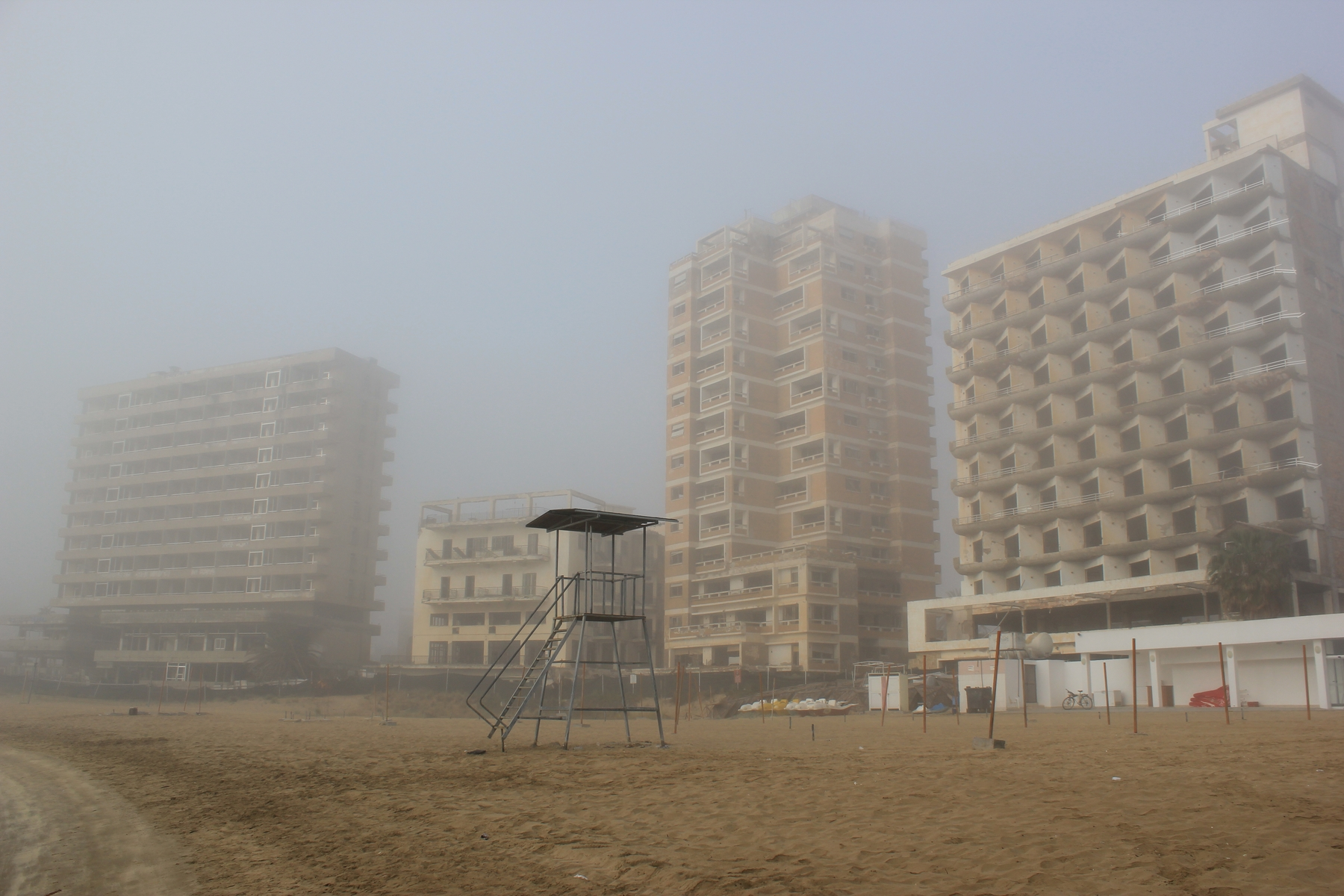
Verlaten hotels aan het strand (2016)
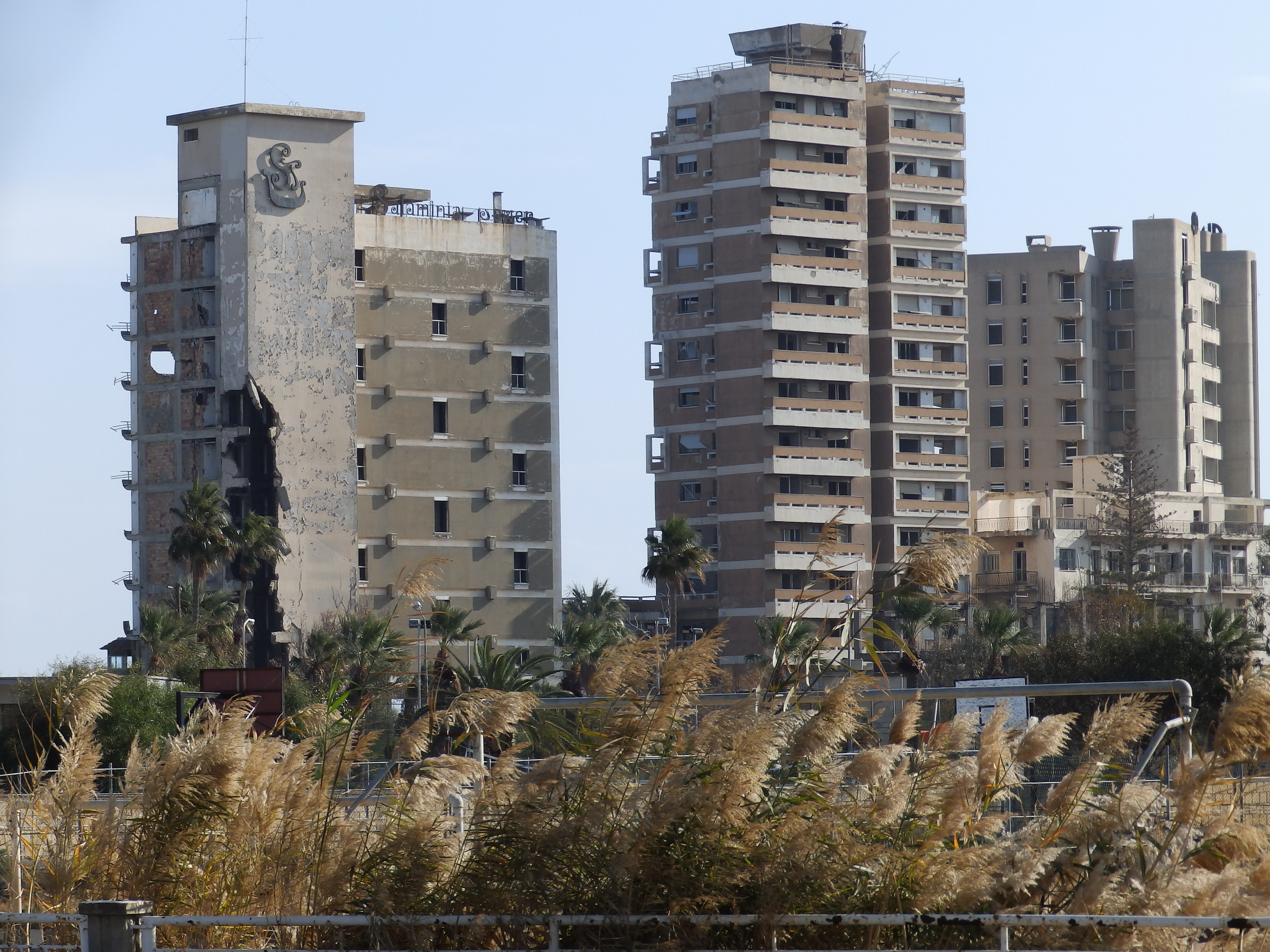
Verlaten hotels (2013)
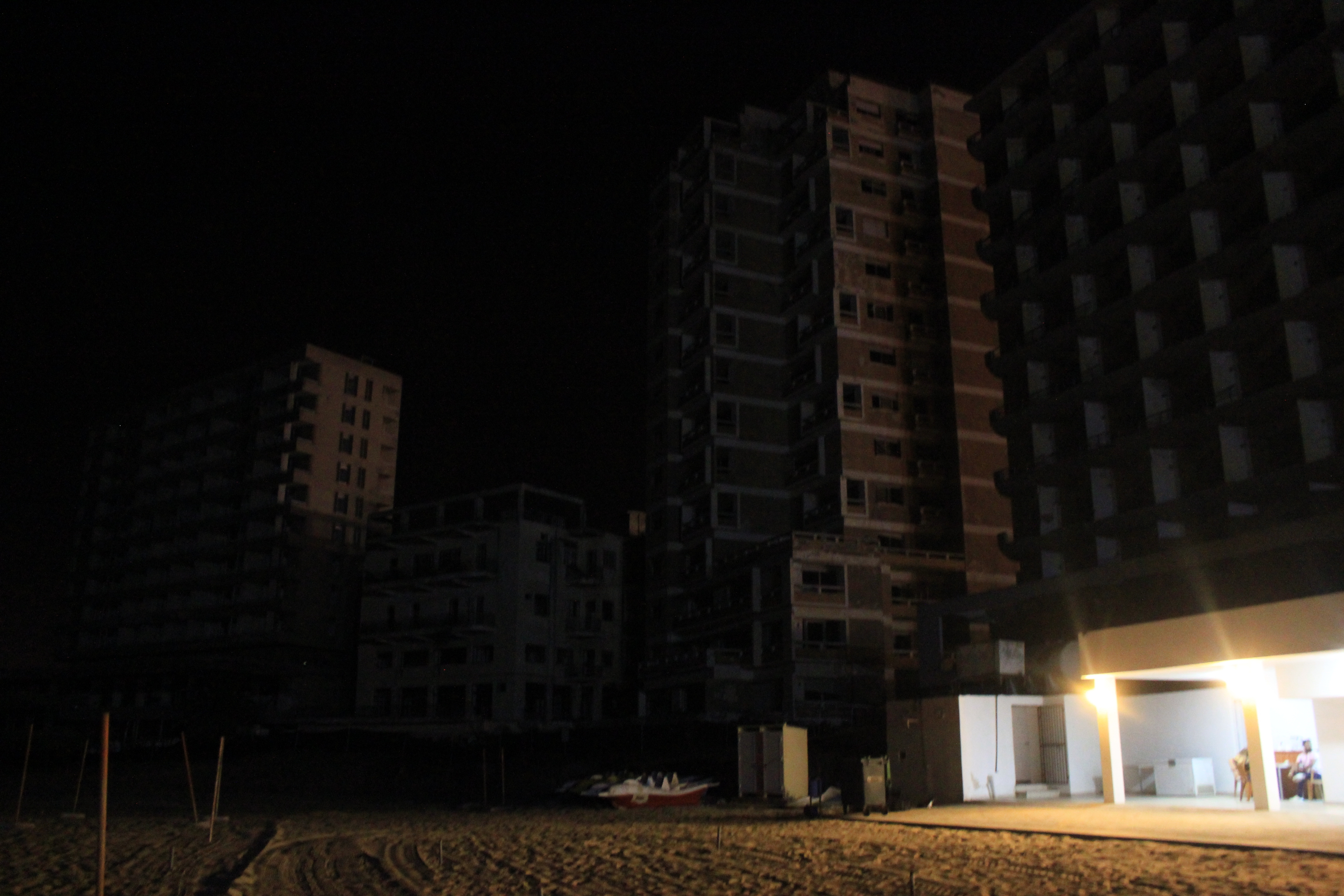
Strandfeest 's nachts (2016)
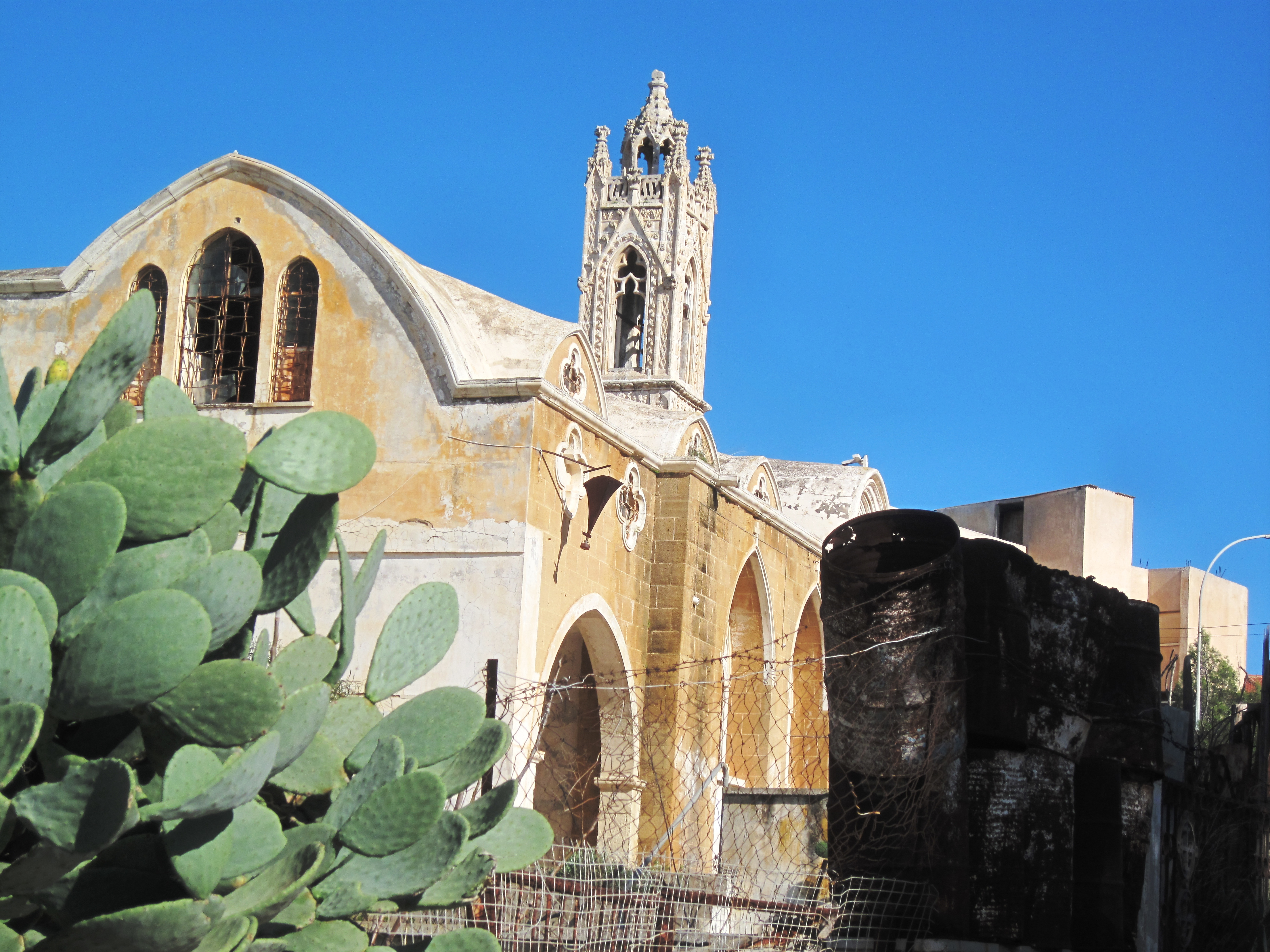
Varosia verlaten
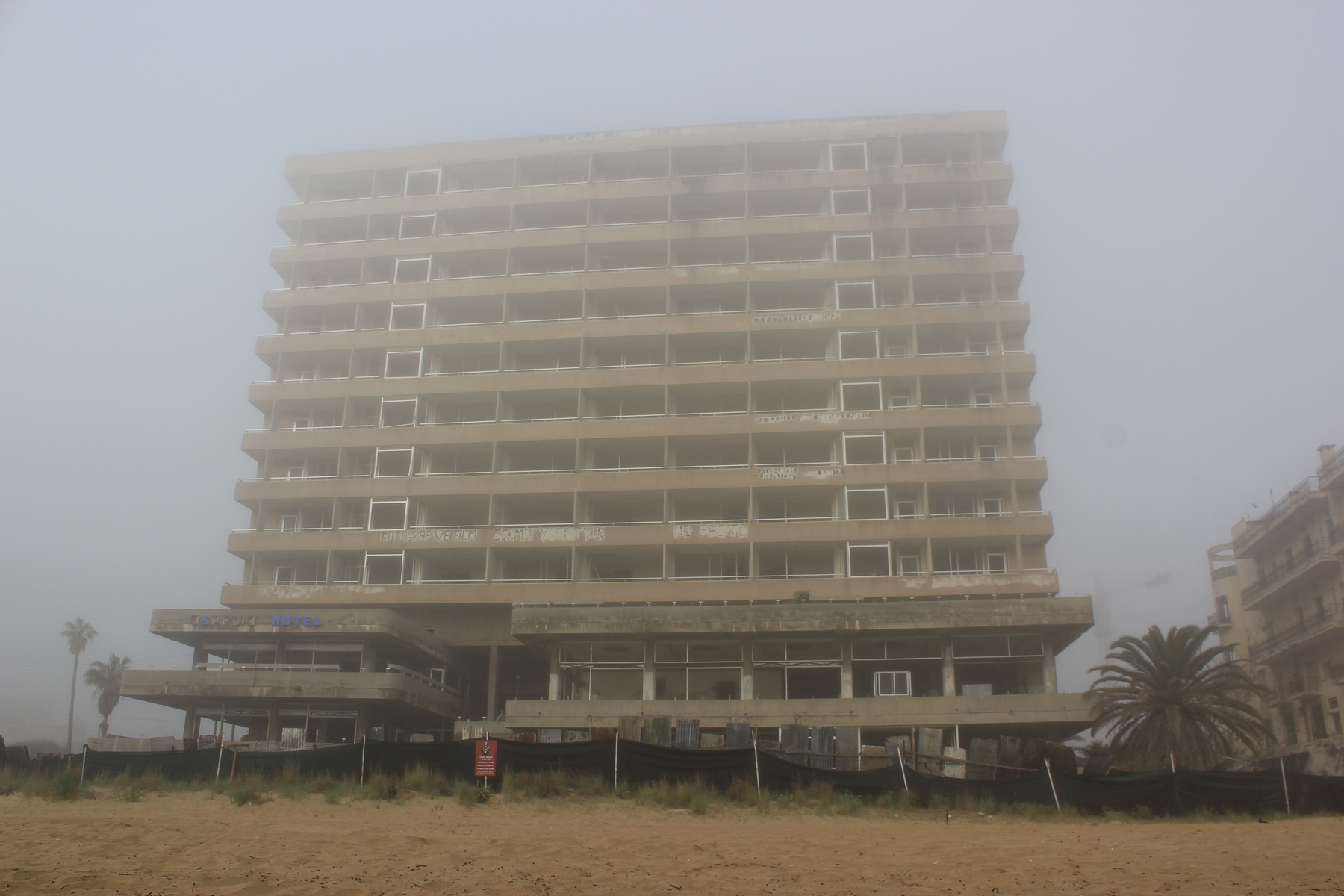
Verlaten hotels
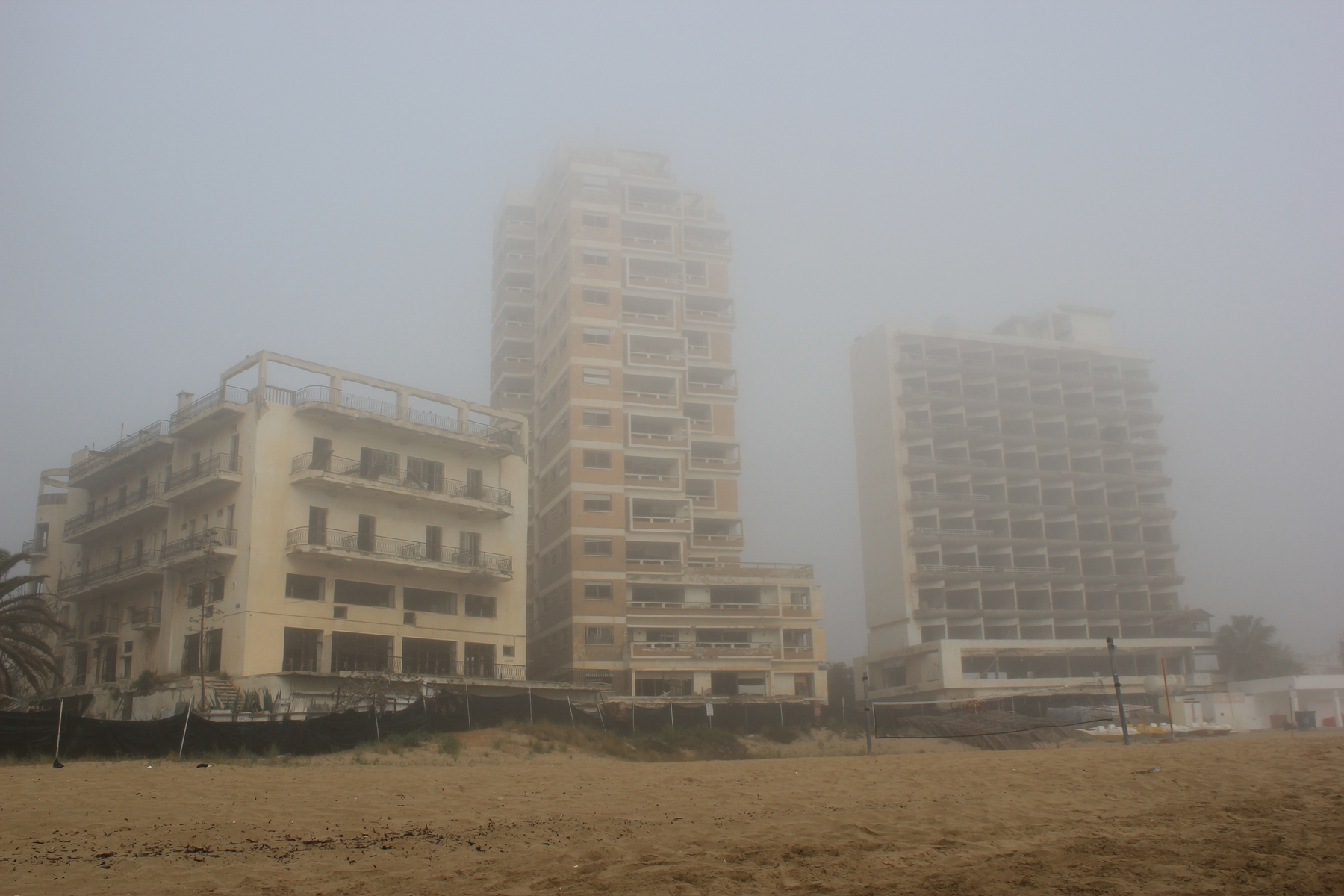
Verlaten hotels aan het strand (2016)
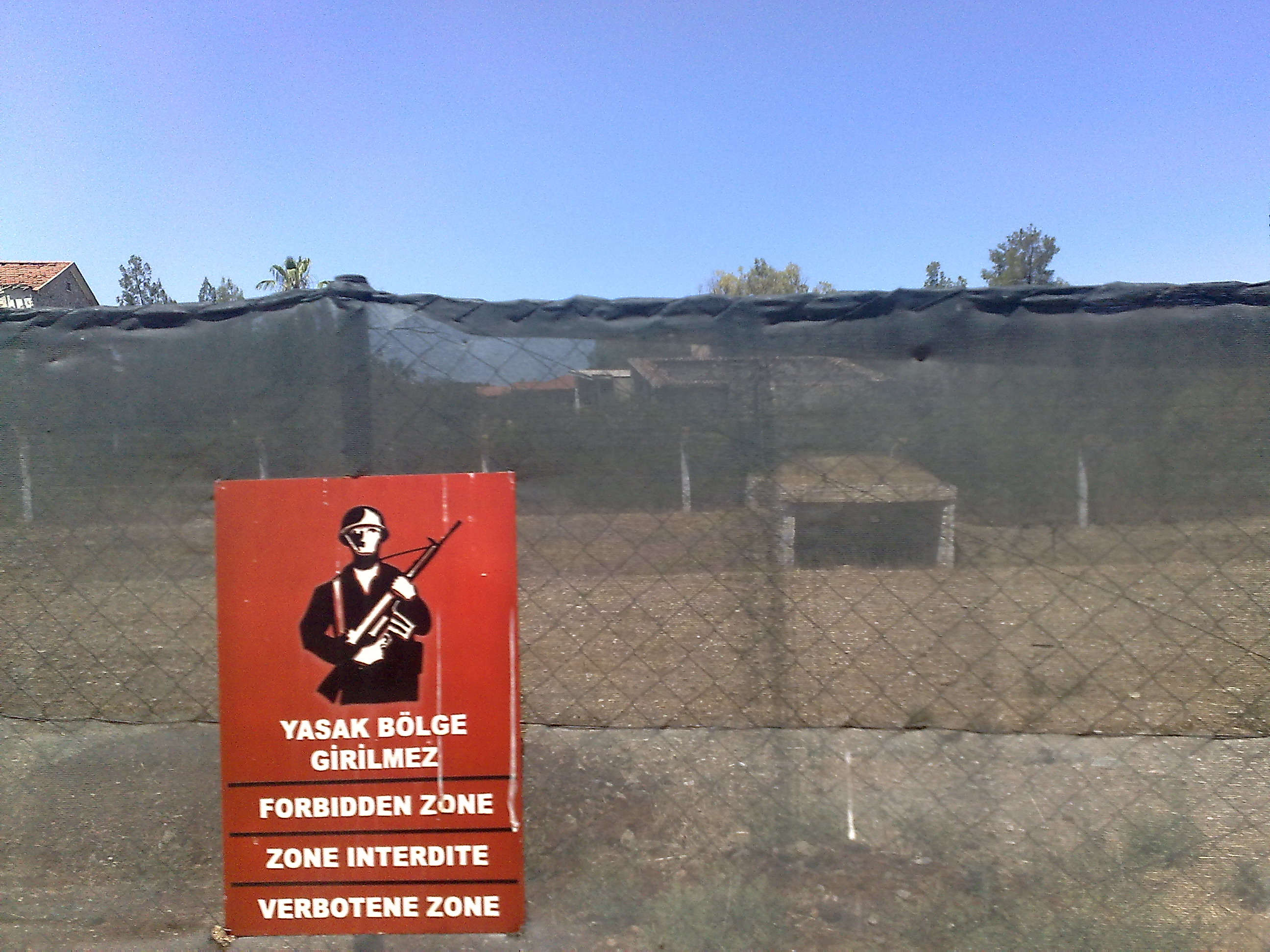
Varosha (Maraş) onder blokkade door het Turkse leger
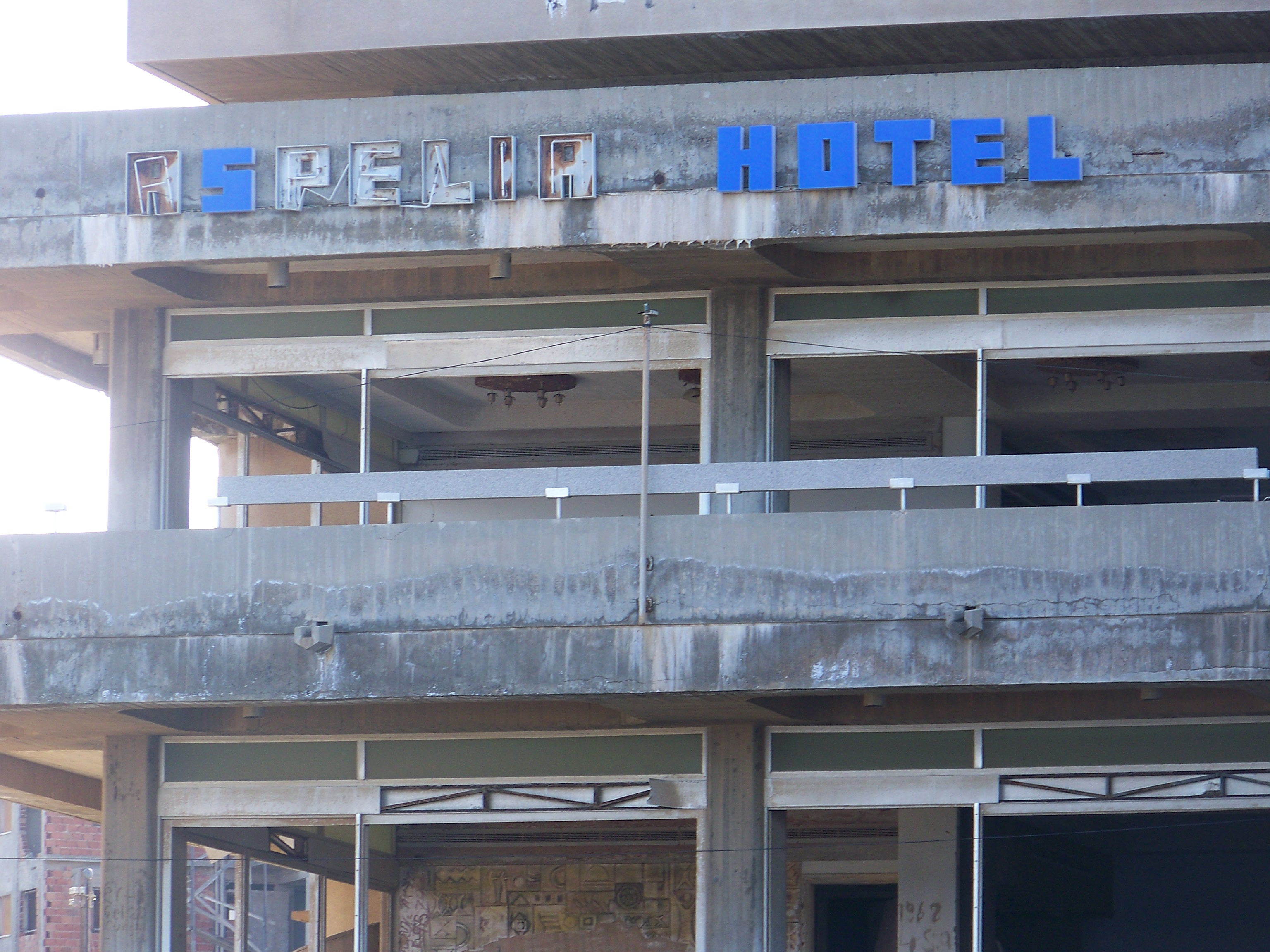
Verlaten hotels